# New Captain Scarlet
New Captain Scarlet is een Britse digitaal geanimeerde sciencefiction/avonturenserie. De serie werd bedacht door Gerry Anderson en is gebaseerd op diens eerdere supermarionationserie Captain Scarlet and the Mysterons uit de jaren zestig.
De serie ging op 12 februari 2005 in première op ITV1 en liep in totaal 26 afleveringen van 21 minuten.

## Het verhaal
In het jaar 2068 wordt de vrede op Aarde in stand gehouden door de Spectrum Organisatie, een superefficiënte veiligheidsorganisatie met als hoofdkwartier een luchtschip genaamd de Skybase. Skybase wordt bemand door agenten van verschillende militaire takken en organisaties. Alle agenten gebruiken codenamen om hun ware identiteiten te beschermen. Onder commando van Colonel White is Spectrum 's werelds beste vredesorganisatie geworden.
Alles gaat echter mis bij een missie naar de planeet Mars om onderzoek te doen naar vreemde signalen. Hierdoor trekt men per ongeluk de aandacht van de Mysterons, een meedogenloos buitenaards ras. Spectrumagenten Captain Scarlet en Captain Black ontdekken de Mysteronstad op Mars. Black begrijpt de bedoelingen van de Mysterons verkeerd en opent het vuur, waarbij hij de stad geheel vernietigd. Door gebruik te maken van hun gave tot retrometabolisme kunnen de Mysterons de gehele stad herstellen en zinnen op wraak. Ze beginnen met de zogenaamde “War of the Nerves”, waarbij de Mysterons hun krachten gebruiken om mensen, voertuigen en levenloze voorwerpen te beïnvloeden en in hun macht te krijgen. Captain Black komt al snel om het leven en wordt door de Mysterons geretrometaboliseerd als een van hun belangrijkste agenten.
Captain Scarlet komt ook om het leven bij een Mysteron-aanval en wordt eveneens geretrometaboliseerd. De controle van de Mysterons over Scarlet wordt echter onverwacht verbroken wanneer Scarlet door een krachtbron in de Skybasemotor valt. Deze nieuwe Captain Scarlet heeft alle herinneringen en loyaliteiten van de originele, maar is door het retrometaboliseringsproces vrijwel onverwoestbaar. Daarmee wordt hij Spectrums belangrijkste agent en sterkste wapen tegen de Mysterons.

## Skybase
Skybase is een 330 meter lang commandoschip en het hoofdkwartier van Spectrum. Het is een luchtschip dat zich continu 60 000 voet boven de grond bevindt. Het schip heeft zes hoofdmotoren om het schip op die hoogte te houden, en tien motoren voor balans. Skybase is de thuisbasis van Spectrums vloot van high-tech voertuigen. Vooral belangrijk zijn de Falcon vliegtuigen.

## Reguliere personages

### Belangrijkste Spectrum personeel
Captain Scarlet (Paul Metcalfe)de belangrijkste Spectrum veldagent. Hij is een 32-jarige Brits/Amerikaanse agent, en voormalig officier van de United States Air Force en Special Forces. Hij kwam oorspronkelijk om het leven bij een Mysteron aanval, maar werd door hen geretrometaboliseerd tot een vrijwel onverwoestbaar individu. Hij heeft een oogje op Destiny.
Captain Blue (Adam Svenson)32 jaar oude Amerikaanse agent, en voormalige officier van het Amerikaanse leger. Tevens eersteklas sportman. Werd geboren in Fot Hood, Texas.
Destiny Angel (Simone Giraudoux)29 jaar oude Frans/Britse pilote van de White Falcon Interceptor. Ze is de leider van de Spectrum Angels en een voormalige United States Air Force piloot en ISA astronaut.
Colonel White (Sir Charles Grey)Spectrums' bevelhebber. Hij is een 55-jarige Brit en voormalig directeur van MI6, geridderd voor zijn vele diensten voor het Britse koninkrijk. Hij is getrouwd met Diana, die voorzitter is van de Global Heritage Foundation. Zijn dochter, Victoria, studeert archeologie. Heeft interesse in schaken en vissen, en is en expert in oude militaire geschiedenis.
Lieutenant Green (Serena Lewis)Spectrums beheerder van operaties. Ze is en 27-jarige Amerikaan en voormalig technicus van Un computer systemen ontwikkeling. Werd geboren in Houston, Texas.
Dr. Gold (Dr. Mason Frost)Dokter aan boord van de Skybase.

### Vijanden
De Mysteronsaliens van de planeet Mars, en de voornaamste tegenstanders van Spectrum. Ze kunnen via retrometabolisme personen doden en weer tot leven brengen onder hun controle.
Captain Black (Conrad Lefkon)voormalige Spectrum agent die na retrometabolisatie een pion werd van de Mysterons. Is een 33-jarige Amerikaan.

## Extra personages

### Spectrum veldagenten
Captain Ochre (Elaine Mcgee)Ierse Spectrum veldagent. Leeftijd wordt geschat op eind 20, begin 30.
Captain Grey (Iain Taggart)Schotse veldagent van Spectrum.
Captain Magenta (Mario Moro)Italiaanse veldagent die denkt dat hij geliefd is bij de vrouwen.
Captain Indigo (John Roach)
Captain Orange (echte naam onbekend)
Captain Brown (echte naam onbekend)

### Spectrum Angels
Harmony Angel (Rebecca Drake)tweede bevelhebber over de Angels
Rhapsody Angel (Caroline Foster-Finch)
Symphony Angel (Yoko Inukai)
Melody Angel (Esther Jackson)

### Overige personages
Lieutenant Silver (echte naam niet bekend)

## Voertuigen en vliegtuigen

### Spectrum voertuigen
RhinoEen gepantserd aanvalsvoertuig gemaakt voor het zware werk. Is in staat tot bereiken van hoge snelheden door raketmotoren. Door de variabele rijhoogte kan Rhino vrijwel overal komen. Is geladen met twee kanonnen aan de voorkant, pantserdoorborende raketten, harpoengeweren, magnetische klemmen en inklapbare stormrammen aan de voorkant. De cabine van de piloot is afgeschermd, en via videoschermen kan de piloot zien wat er buiten gebeurd. Vanwege het meerwielige stuursysteem is de Rhino ook zeer manoeuvreerbaar.
CheetahEen voertuig gemaakt voor snelle reacties. Verplaatst zich normaal op zijn vier wielen, maar heeft ook verborgen vleugels en een staartvin. Indien het voertuig snelheid maakt met de jump jets in de vleugels, kan hij zich gemakkelijk over elk soort terrein voortbewegen. In elke mode kan de Cheetah met dodelijke snelheid aanvallen.
Stallion Raid BikeDe Stallion is Spectrums hogesnelheidsmotor. Kan worden gelanceerd vanuit de Skybase dankzij zijn vleugels. Zeer snel en stabiel, en gewapend met twee machinegeweren en rekken met raketten.

### Spectrum vliegtuigen
AlbatrossEen transportvliegtuig met VTOL (Vertical Take Off and Landing) mogelijkheid. Kan de Rhino vervoeren.
Falcon InterceptorsBestuurd door de Angels is de Advanced Tactical Fighter (ATF) een zeer manoeuvreerbaar gevechtsvliegtuig. Gewapend met twee 30 mm tempest kanonnen voor en achter. Beschikt ook over lucht en grond raketten. De voorkant van het vliegtuig kan loslaten en veranderen in een ontsnappingscapsule voor noodgevallen. Door zijn unieke vorm kan de Falcon andere gevechtsvliegtuigen gemakkelijk voorblijven.
SwiftSpectrums snelle en comfortabele passagiersjet. Vooral gemaakt voor soepel reizen. De Swift heeft een uniek ontwerp waarbij het hele vliegtuig dienstdoet als een grote vleugel. Is voorzien van luxe woon- en eetruimtes. Kan als het nodig is ook veranderen in een volledig operationeel controlecentrum.
HummingbirdSpectrums multifunctionele helikopter. Zijn uniek ontworpen rotorbladen werken met een aantal jetsystemen om fantastische wendbaarheid en flexibel vliegen mogelijk te maken. Voorzien van een sterk geweer als wapen. Is in staat snel op te stijgen en te landen en kan snelheden bereiken die normaal onmogelijk zijn voor een helikopter.
CondorEen multifunctioneel transportvoertuig. De hele voorkant van het vliegtuig kan worden opengeklapt voor het inladen en lossen van voertuigen en andere vracht.

## Afleveringen
1. Instrument of Destruction Part 1
2. Instrument of Destruction Part 2
3. Rain of Terror
4. Mercury Falling
5. The Homecoming
6. Chiller
7. Rat Trap
8. Swarm
9. Circles of Doom
10. Trap for a Rhino
11. The Achilles Messenger
12. Skin Deep
13. Heist
14. Virus
15. Contact
16. Enigma
17. Best of Enemies
18. Proteus
19. Syrtis Major
20. Fallen Angels
21. Storm at the End of the World
22. Duel
23. Shape Shifter
24. Touch of the Reaper
25. Grey Skulls
26. Dominion

## Vergelijking met de originele serie
- Skybase is in feite een verbeterde versie van de originele Cloudbase, met aan boord een groot aantal voertuigen en wapens.
- In de nieuwe serie zijn zowel Lieutenant Green als Captain Ochre vrouwen.
- Dr. Fawn uit de originele serie heeft een complete make-over ondergaan tot Dr. Gold.
- Colonel White verlaat Skybase geregeld. In de originele serie slechts 2 keer.
- The SPVs hebben radiacle veranderingne ondergaan.
- De Martian Excursion Vehicle van de originele serie is vervangen door de "Bison", gebruikt op Mars en op de Maan.
- Captain Scarlet's staff car is ook geüpdatet en heeft nu de mogelijkheid om te glijden. Bovendien heet het voertuig nu de Cheetah.
- In de nieuwe serie is geen voertuig dat gelijk is aan de MSV of Yellow Fox uit de originele serie.
- Het Captain Scarlet logo en Specrum logo zijn in deze serie anders.
- De nieuwe serie heeft meer complexe romantische subplots, met zowel Captain Scarlet als Captain Black die uitgaan met Destiny Angel.
- De originele serie bevatte geen crossovers met andere Anderson series, behalve dat de Zero X uit de film Thunderbirds Are Go in de pilotaflevering van de originele serie meedeed. In de nieuwe serie is de aflevering Mercury Falling echter een eerbetoon aan Andersons oude serie Fireball XL5.
- Veel van de stemkenmerken van de personages zijn veranderd. In de nieuwe serie klinkt Captain Scarlet niet langer als Cary Grant, maar spreekt met een Amerikaans Nieuw Engelands accent. Destiny’s accent is nu ook Amerikaans in plaats van Brits.
- Net als in de originele serie worden de stemmen van de Mysterons en die van Colonel White door dezelfde acteur gedaan.
- Daar de personages nu geanimeerd zijn in plaats van poppen kunnen ze in de nieuwe serie meer lopen en andere activiteiten die met de poppen niet mogelijk waren.

## Rolverdeling
- Wayne Forester – Captain Scarlet
- Robbie Stevans – Captain Blue / Captain Grey
- Emma Tate – Destiny Angel / Lieutenant Silver
- Mike Hayley – Colonel White/ Mysterons
- Jules De Jongh – Lieutenant Green / Harmony Angel / Symphony Angel
- Nigel Plaskitt – Dr. Gold / Captain Black
- Julia Brahms – Captain Ochre / Rhapsody Angel
- Jeremy Hitchen - Captain Magenta
- Heather Tobias – Melody Angel